# 971 (numero)
Novecentosettantuno (971) è il numero naturale dopo il 970 e prima del 972.

## Proprietà matematiche
- È un numero dispari.
- È un numero primo.
  - È un numero omirp (poiché le cifre lette al contrario danno "179", il quale è un altro numero primo).
  - È un numero primo cugino (imparentato con il 967).
  - È un numero primo sexy (imparentato con il 977).
  - È un numero primo di Eisenstein.
- È un numero palindromo e un numero ondulante nel sistema posizionale a base 19 (2D2).
- È un numero intero privo di quadrati.
- È un numero odioso.
- È parte della terna pitagorica (971, 471420, 471421).

## Astronomia
- 971 Alsatia è un asteroide della fascia principale.
- NGC 971 è una stella della costellazione del Triangolo.

## Astronautica
- Cosmos 971 è un satellite artificiale russo.